# Episodi di Peter Strohm (terza stagione)
La terza stagione della serie televisiva Peter Strohm è stata trasmessa in anteprima in Germania da ARD tra il 4 novembre 1991 e il 28 gennaio 1992.
| nº | Titolo originale             | Titolo italiano | Prima TV Germania | Prima TV Italia |
| -- | ---------------------------- | --------------- | ----------------- | --------------- |
| 1  | Mit tödlicher Unsicherheit   |                 | 4 novembre 1991   |                 |
| 2  | Treibjagd                    |                 | 11 novembre 1991  |                 |
| 3  | Der schwarze Schwan          |                 | 18 novembre 1991  |                 |
| 4  | ...und die italienische Oper |                 | 25 novembre 1991  |                 |
| 5  | Das Gesicht unter Wasser     |                 | 3 dicembre 1991   |                 |
| 6  | Anruf in der Nacht           |                 | 10 dicembre 1991  |                 |
| 7  | Strohms Partner              |                 | 17 dicembre 1991  |                 |
| 8  | Schnitzeljagd in Amsterdam   |                 | 7 gennaio 1992    |                 |
| 9  | Lieferanten des Todes        |                 | 14 gennaio 1992   |                 |
| 10 | Tote zahlen nicht            |                 | 21 gennaio 1992   |                 |
| 11 | Ehrensache                   |                 | 28 gennaio 1992   |                 |